# فيرا روتنبرغ لياتوفيتش
فيرا روتنبرغ لياتوفيتش أو فيرا روتنبرغ (بالإنجليزية: Vera Rottenberg Liatowitsch)‏ (من مواليد 15 أغسطس 1944) هي قاضية سويسرية متقاعدة عملت في المحكمة الفيدرالية العليا السويسرية في الفترة من 1994 إلى 2012 وتعتبرثاني امرأة تنتخب للمحكمة العليا في البلاد.

## حياتها
وُلدت فيرا روتنبرغ في 15 أغسطس 1944 في بودابست لعائلة يهودية.
فقدت أمها السويسرية بيرتا باسويج جنسيتها السويسرية عندما تزوجت من الهنغاري فيلهيلم روتنبرغ. تمكنت بيرتا من مغادرة بودابست بشكل قانوني في أكتوبر 1944 مساعدة الممثل السويسري هارالد فيلر عبر فيينا مع ابنتيها إيفا وفيرا، وعادت إلى سانت غالن بسويسرا، حيث تمكنت من استعادة جنسيتها . نجا والد فيرا روتنبرغ من الحرب وانضم إلى أسرته في سويسرا في عام 1946، وأصبحت أختها إيفا كورالنيك-روتنبرغ أديبة.

## حياتها التعليمية
التحقت فيرا روتنبرغ بالمدرسة في ودرس القانون في جامعة زيوريخ، وتخرجت في عام 1973 بدرجة الدكتوراه، وحصلت على درجة الماجستير في القانون من جامعة نيويورك.

## حياتها المهنية
عملت روتنبرغ كاتبة في محكمة المقاطعة ومحكمة الاستئناف في زيوريخ من عام 1973 إلى عام 1978. وفي عام 1978 تم تعيينها قاضية بديلة في محكمة المقاطعة، ثم انتُخبت في عام 1981 كقاضية في تلك المحكمة. انتخبت روتنبرغ في عام 1990 كقاضية لمحكمة الاستئناف، حيث كانت ثاني قاضية تتولى ذلك المنصب لفترة واحدة فقط.
قامت الجمعية الفيدرالية السويسرية في 15 يونيو 1994 بانتخابها كقاضية للمحكمة الفيدرالية العليا، والتي تقاعدت منها في ديسمبر 2012. حلت روتنبرغ محل مارغريت بيغلر إغينبيرجر، أول قاضية في المحكمة العليا تم انتخابها في عام 1974.

## نشاطاتها الأخرى
حصلت روتنبرغ على عضوية الحزب الاشتراكي الديمقراطي السويسري منذ عام 1978. كما حصلت على عضوية مجلس محافظي الرابطة الدولية للمحامين والحقوقيين اليهود، وكانت عضوة في مجلس المركز الاستشاري لدعم الناجين من الهولوكوست وعائلاتهم حتى تم إغلاقه في عام 2014.

## مؤلفاتها
- (بالألمانية) «صورة القاضي في سويسرا» في: صورة القاضي اليوم - المطالبة والواقع، سلسلة منشورات وزارة العدل الاتحادية، فيينا 1994
- (بالألمانية) السجن المشروط
- (بالألمانية) العملية المدنية السويسرية الجديدة من منظور المحكمة العليا - تسليط الضوء على فيرا.روتنبرغ - المجلة السويسرية لقانون الإجراءات المدنية. - بازل (ص 59)
- (بالألمانية) فيرا روتنبرغ (1944). مجموعة من الوثائق